# Józef Skąpski

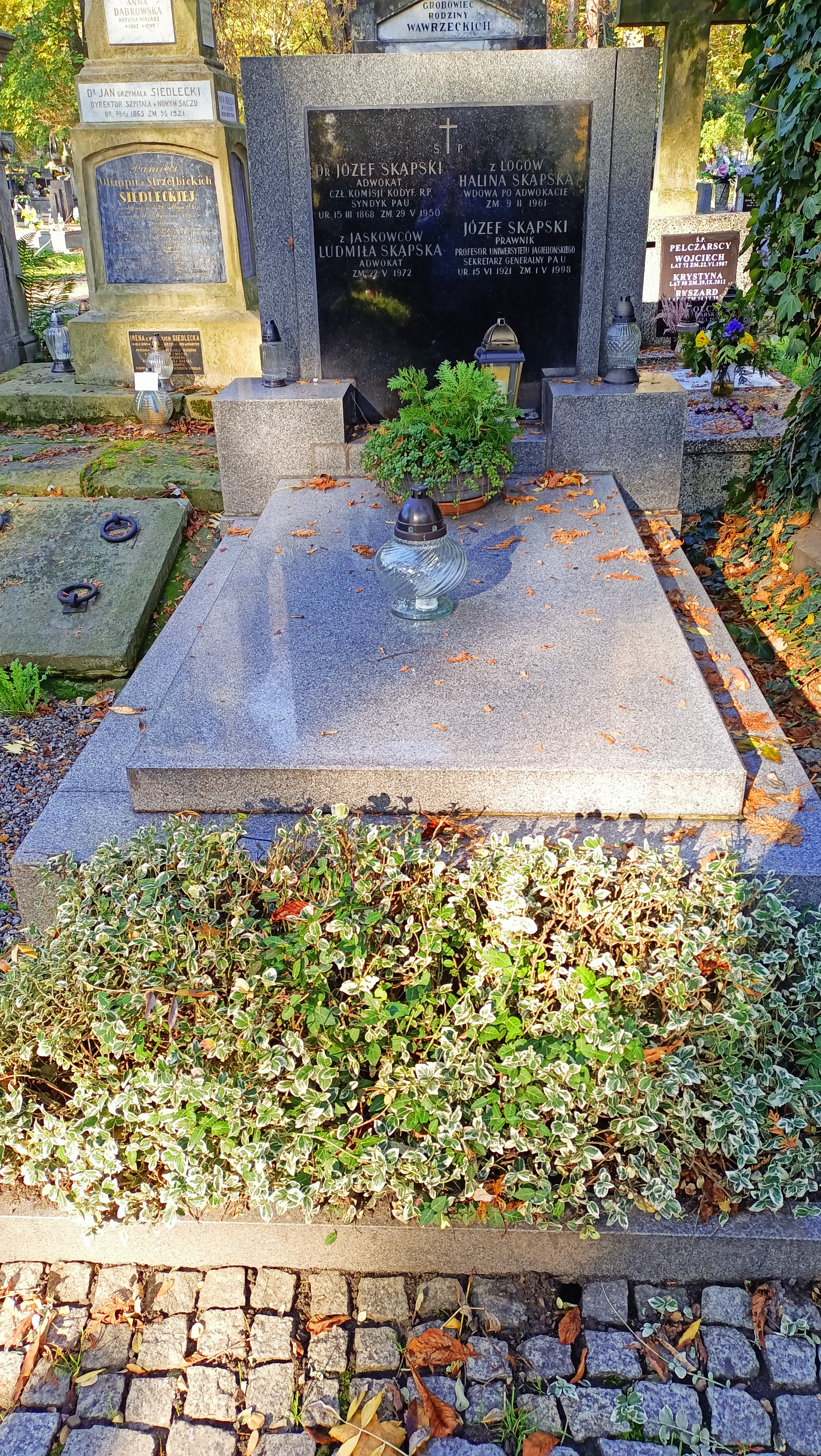
Grób prawnika Józefa Skąpskiego na Cmentarzu Rakowickim w Krakowie

Józef Skąpski (ur. 15 czerwca 1921 w Sance, zm. 1 maja 1998 w Krakowie) – polski prawnik, cywilista, profesor nauk prawnych, adwokat. Był synem adwokata Józefa Skąpskiego seniora. 
Studia na Wydziale Prawa i Administracji Uniwersytetu Jagiellońskiego podjął w 1939 roku, ale z uwagi na zamknięcie uniwersytetu zawiesił je, podejmując w ramach tajnego nauczania w 1944 roku. Studia ukończył w 1947 roku, a następnie rozpoczął pracę jako asystent w Katedrze Prawa Cywilnego. Cztery lata później uzyskał stopień doktora nauk prawnych na podstawie pracy doktorskiej: Zastaw na rzeczach ruchomych według prawa rzeczowego. W 1953 roku został z przyczyn politycznych usunięty z Uniwersytetu i do 1956 roku pracował jako adwokat. Następnie powrócił do pracy naukowej. W 1964 roku uzyskał habilitację w zakresie prawa cywilnego i prawa prywatnego międzynarodowego. w 1975 roku uzyskał tytuł profesora. Przez dwadzieścia lat był kierownikiem Katedry Prawa Cywilnego i Międzynarodowego Prywatnego. W 1991 roku przeszedł na emeryturę. 
W latach 1981–1992 był uczestnikiem prac Centrum Obywatelskich Inicjatyw Ustawodawczych Solidarności. Członek Społecznej Rady Legislacyjnej – agendy/jednostki COIU. Po reaktywowaniu Polskiej Akademii Umiejętności pełnił w latach 1989–1994 funkcję jej sekretarza generalnego. 
Był członkiem Rady Legislacyjnej i Komisji ds. reformy prawa cywilnego. 
Pochowany na cmentarzu Rakowickim w Krakowie.

## Ważniejszy dorobek naukowy
- Autonomia woli stron w prawie międzynarodowym prywatnym w zakresie zobowiązań z umów (1964)
- Zastaw na rzeczach ruchomych według k.c. (1966)
- Przewłaszczenie na zabezpieczenie (1969)